# Joseph Louis Trouessart
Pour les articles homonymes, voir Trouessart.
 (février 2025).
 (février 2025).
La mise en forme du texte ne suit pas les recommandations de Wikipédia : il faut le « wikifier ».
Les points d'amélioration suivants sont les cas les plus fréquents :
- Les titres sont pré-formatés par le logiciel. Ils ne sont ni en capitales, ni en gras.
- Le texte ne doit pas être écrit en capitales (les noms de famille non plus), ni en gras, ni en italique, ni en « petit »…
- Le gras n'est utilisé que pour surligner le titre de l'article dans l'introduction, une seule fois.
- L'italique est rarement utilisé : mots en langue étrangère, titres d'œuvres, noms de bateaux, etc.
- Les citations ne sont pas en italique mais en corps de texte normal. Elles sont entourées par des guillemets français : « et ».
- Les listes à puces sont à éviter, des paragraphes rédigés étant largement préférés. Les tableaux sont à réserver à la présentation de données structurées (résultats, etc.).
- Les appels de note de bas de page (petits chiffres en exposant, introduits par l'outil «  Source ») sont à placer entre la fin de phrase et le point final[comme ça].
- Les liens internes (vers d'autres articles de Wikipédia) sont à choisir avec parcimonie. Créez des liens vers des articles approfondissant le sujet. Les termes génériques sans rapport avec le sujet sont à éviter, ainsi que les répétitions de liens vers un même terme.
- Les liens externes sont à placer uniquement dans une section « Liens externes », à la fin de l'article. Ces liens sont à choisir avec parcimonie suivant les règles définies. Si un lien sert de source à l'article, son insertion dans le texte est à faire par les notes de bas de page.
- La présentation des références doit suivre les conventions bibliographiques. Il est recommandé d'utiliser les modèles {{Ouvrage}}, {{Chapitre}}, {{Article}}, {{Lien web}} et/ou {{Bibliographie}}. Le mode d'édition visuel peut mettre en forme automatiquement les références.
- Insérer une infobox (cadre d'informations à droite) n'est pas obligatoire pour parachever la mise en page.

Pour une aide détaillée, merci de consulter Aide:Wikification.
Si vous pensez que ces points ont été résolus, vous pouvez retirer ce bandeau et améliorer la mise en forme d'un autre article.
Joseph Louis Trouëssart est un physicien français, né le 28 octobre 1806 à Dinan et mort le 8 février 1870 à Poitiers.

## Biographie
Fils de Bonne Doré et de l'avocat Alexis Pierre Jean Trouëssart, il entre à l'École normale supérieure en 1832. Il est reçu sixième à l'agrégation des sciences en 1835.
Il enseigne dans des lycées d'Angers et de Brest, avant d'obtenir son doctorat ès sciences en 1854 à Paris. Il soutient une première thèse intitulée Essai historique sur la théorie des corps simples ou élémentaires et de leurs divers modes de combinaisons, jusqu'à la découverte des gaz, et une seconde, Recherches sur quelques phénomènes de la vision, précédées d'un essai historique et critique des théories de la vision, depuis l'origine de la science jusqu'à nos jours.
Il poursuit sa carrière scientifique au Muséum national d'histoire naturelle et à la faculté des sciences de Poitiers comme professeur de physique. Il travaille notamment sur la vie et l'œuvre de Galilée. 
Il est fait chevalier de la Légion d'honneur en 1865.
Marié à Marie Cécile Le Clerc, petite-fille de Jean-Marie Le Golias de Rosgrand, il est le père d'Édouard Louis Trouessart.

## Œuvre
- Essai historique sur la théorie des corps simples ou élémentaires et de leurs divers modes de combinaisons, jusqu'à la découverte des gaz. 1re et 2e parties., Brest, J. B. et A. Lefournier, 1854, 96 et 118 p.
- Recherches sur quelques phénomènes de la vision, précédées d'un essai historique et critique des théories de la vision, depuis l'origine de la science jusqu'à nos jours, Brest, Edouard Anner, 1854, 284 p.
- La Constitution physique du soleil, Niort, L. Clouzot, 1867, 37 p.
- Conférences scientifiques et littéraires des Facultés de Poitiers. Essai sur la vie et la philosophie de Képler, Niort, L. Clouzot, 1867, 42 p.
- Galilée, sa mission scientifique, sa vie et son procès, conférences faites à Angoulême en mars 1865, Poitiers, impr. de N. Bernard, 1865, 147 p.

## Sources
1. ↑  André Chervel, « Les agrégés de l’enseignement secondaire. Répertoire 1809-1950 » , sur Ressources numériques en histoire de l'éducation, juin 2011 (consulté le 4 février 2025)
2. ↑  Françoise Huguet et Boris Noguès, « Les professeurs des facultés des lettres et des sciences en France au XIXe siècle (1808-1880) » , sur Les professeurs des facultés des lettres et des sciences en France au XIXe siècle (1808-1880), juin 2011 (consulté le 4 février 2025)
3. ↑  « Calames », sur calames.abes.fr (consulté le 3 février 2025)

- Françoise Huguet et Boris Noguès, « Les professeurs des facultés des lettres et des sciences en France au XIXe siècle (1808-1880) », juin 2011 [en ligne] http://facultes19.ish-lyon.cnrs.fr/ [consulté le 03/02/2025].
- Józef Hurwic, «A propos d'un mémoire de 1854 par J. Trouessart, traitant du développement de la notion d'élément chimique ». In: Revue d'histoire des sciences, tome 31, n°1, 1978. pp. 67-72, https://doi.org/10.3406/rhs.1978.1543 [consulté le 03/02/2025].